# Eino Luukkanen
Eino Antero Luukkanen (Jaakkima, 4 giugno 1909 – Jyväskylä, 10 aprile 1964) è stato un aviatore finlandese, asso dell'aviazione della finlandese Ilmavoimat durante la seconda guerra mondiale.
Luukkanen ottenne 56 vittorie confermate, diventando il terzo asso dell'aeronautica militare finlandese. Volò su Fokker D.XXI, Brewster B-239 Buffalo e Messerschmitt Bf 109 G.